# Доњи коси мишић главе
Доњи коси мишић главе (лат. musculus obliquus capitis inferior) је парни мишић врата, који припада четвртом слоју задње стране његове мускулатуре. Локализован је на граници између главе и врата, и заједно са горњим косим и великим и малим правим задњим мишићем главе образује тзв. Арнолдов потпотиљачни троугао.
Припаја се на попречном наставку првог и ртном наставку другог вратног кичменог пршљена.
Мишић је инервисан од стране потпотиљачног живца, а основна функција му је обртање главе на своју страну.